# Menso Johannes Menso (atleet)
Menso Johannes Menso (Den Haag, 14 april 1903 - Amsterdam 26 april 1990) was een Nederlandse middellange-afstandsloper, die zich had gespecialiseerd in de 400 en de 800 m. Op beide atletiekonderdelen werd hij eenmaal nationaal kampioen.

## Loopbaan
In het begin van zijn carrière, tot in 1926, was Menso lid van de atletiekvereniging V&L (Vlug en Lenig, nu Haag Atletiek) in Den Haag. In 1924 was hij voorzitter van "de Leidsche Athletiek-kring".
Menso Johannes Menso nam deel aan de Olympische Zomerspelen van 1924 in Parijs. Op het onderdeel 400 m werd hij in de negende serie uitgeschakeld en plaatste zich derhalve niet voor de kwartfinales. Hij stond ook aan de start op de 800 m en ook op deze afstand wist hij zich niet te plaatsen voor de kwartfinale; hij werd in de zesde serie uitgeschakeld.
Verder was Menso, die in het dagelijks leven als boekhouder bij de Fordfabrieken werkte, ook actief in de autosport. Zo nam hij deel aan de Rally van Monte Carlo in 1934.

## Nederlandse kampioenschappen
| Onderdeel | Jaar |
| --------- | ---- |
| 400 m     | 1924 |
| 800 m     | 1923 |